# San Jorge (Uruguay)
San Jorge ist eine Ortschaft im Zentrum Uruguays.

## Geographie
Sie befindet sich auf dem Gebiet des Departamento Durazno in dessen Sektor 5. In der Nähe verläuft der Arroyo del Sarandí, ein linksseitiger Nebenfluss des Río Negro. Nächstgelegene Ansiedlung ist Aguas Buenas im Südosten.

## Infrastruktur
Durch den Ort führt die Ruta 100, die hier in etwa ihren 75 Kilometerpunkt hat.

## Einwohner
San Jorge hatte bei der Volkszählung im Jahr 2011 502 Einwohner, davon 256 männliche und 246 weibliche.
| Jahr | Einwohner |
| ---- | --------- |
| 1963 | 182       |
| 1975 | 173       |
| 1985 | 230       |
| 1996 | 376       |
| 2004 | 545       |
| 2011 | 502       |

Quelle: Instituto Nacional de Estadística de Uruguay